# Acrofonie
Acrofonie of acrologie is het gebruik van woorden om de eerste letter daarvan weer te geven, of omgekeerd. Een voorbeeld van het eerste is het telefoonalfabet. Een voorbeeld van het tweede zijn bepaalde cijfersystemen en het runenalfabet. Een gedicht waarvan de eerste letters van de regels een woord vormen heet een acrostichon.